# 로거 슈타우프
로거 슈타우프(독일어: Roger Staub, 1936년 7월 1일~1974년 6월 30일)는 스위스의 알파인 스키 선수로 1960년 동계 올림픽 남자 대회전 부문에서 금메달을 획득했다.
1974년 가족들과 여행을 떠났다가 38번째 생일을 하루 앞두고 행글라이더 추락 사고로 사망했다.